# Реј Стивенсон
Џорџ Рејмонд Стивенсон (енгл. George Raymond Stevenson; Лизберн, 25. мај 1964 — Лако Амено, 21. мај 2023) био је северноирски позоришни, филмски и телевизијски глумац.
Најпознатији по улогама у историјској телевизијској серији Рим, филму Марвеловог филмског универзума Тор и његова два наставка, и Оскаром награђеном филму RRR.
Прва велика улога глумца била је улога у филму Краљ Артур. Стивенсон је глумио у филмовима Предстража и Панишер: Ратна зона. Играо је многе антагонистичке улоге, укључујући у филмовима као што су Велика игра, Резервни играчи, Убити Ирца и Џи Ај Џо: Одмазда.
Остварио је значајну улогу и у ТВ серији Асока, која је део франшизе Ратови звезда, спиноф серије Мандалорац у ком је приказан лик Асоке Тано и других медија Ратова звезда.